# 労安
労 安（ろう あん、1929年8月16日 - ）は、元中国国務院の朱鎔基総理の妻。

## 経歴
1929年8月16日、湖南省長沙県で生まれる。父の労紹磯は復興銀行長沙支店の店長。清華大学機電系卒業。日中戦争の時、朱鎔基は湘西乾城県の国立八中で勉強し、労安と知り合った。1956年、朱鎔基は労安と長沙で結婚した。朱鎔基は中華人民共和国国家計画委員会に勤めていた。

## 家族
- 父：労紹磯
- 母：胡沃梅
- 兄：労特夫
- 夫：朱鎔基
- 長女：朱燕来
- 長男：朱雲来